# André Maginot

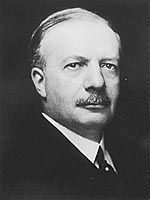
André Maginot

André Maginot (* 17. Februar 1877 in Paris; † 7. Januar 1932 ebenda) war ein französischer Politiker. Ab 1917 diente er als Minister in verschiedenen Ressorts, unter anderem mehrmals als Kriegsminister.
Maginot propagierte und förderte konzeptionell den Auf- und Ausbau einer ausgedehnten Verteidigungslinie entlang der Grenze zu Deutschland. Dieses Verteidigungssystem wurde in den 1930er Jahren errichtet und ab 1935 offiziell Maginot-Linie genannt.

## Leben
Maginot war ältestes von vier Kindern. Seine Eltern stammten aus der Kleinstadt Revigny-sur-Ornain bei Bar-le-Duc (Département Meuse) im westlichen Lothringen, das nach dem Deutsch-Französischen Krieg 1870/71 bei Frankreich verblieb. Dort verbrachte Maginot während seiner Kindheit und Jugend jeweils die Sommerferien. Nach dem Studium der Rechts- und Staatswissenschaften an der École libre des sciences politiques (Sciences Po) und dem Militärdienst wurde er mit 23 Jahren auditeur am Conseil d’État. 1903 ging er in die französische Kolonie Algerien, wo er zunächst im Stab des Generalgouverneurs Charles Jonnart, dann als Direktor der Innenbehörde diente. Zwei Jahre später kehrte er nach Revigny-sur-Ornain zurück, wo er am 2. Mai 1905 Marie Dargent, eine entfernte Verwandte, heiratete. Das Paar bekam zwei Kinder, während einer Fehlgeburt starb Maginots Frau im Dezember 1909.
Er begann seine politische Laufbahn 1910 als Vertreter des Kantons Revigny-sur-Ornain im Generalrat des Départements Meuse. Noch im selben Jahr wurde er als Abgeordneter des Wahlkreises von Bar-le-Duc in die Nationalversammlung gewählt, der er bis zu seinem Tod 1932 angehörte. Er war Mitglied der bürgerlich-liberalen Partei Alliance démocratique und der Fraktionen „Demokratische Linke“ bzw. „Linksrepublikaner“ (die nur aus historischen Gründen so hießen und tatsächlich im Parlament rechts der Mitte saßen).
In der Zeit von 1913 bis 1914 bekleidete Maginot das Amt eines stellvertretenden Staatssekretärs im Kriegsministerium. Am Beginn des Ersten Weltkrieges meldete er sich zur Armee. Am 9. November 1914 wurde er nahe Verdun verwundet und mit der Médaille militaire ausgezeichnet. Nach der Genesung kehrte er nicht mehr an die Front zurück. Eine leichte Gehbehinderung blieb lebenslang zurück. Von März bis September 1917 war Maginot Kolonialminister und Minister für die französischen Überseegebiete im 5. Kabinett Alexandre Ribots. Maginot lehnte die Ratifizierung des Friedensvertrags von Versailles ab, weil er ihn für zu mild gegenüber Deutschland hielt.
Von Januar 1920 bis Januar 1922 war er Minister für die Versorgung der Kriegsveteranen (Pensionen, Prämien und Zulagen) unter den Premierministern Alexandre Millerand, Georges Leygues und Aristide Briand. Anschließend war Maginot bis Juni 1924 Kriegsminister im zweiten und dritten Kabinett Raymond Poincarés. In dieser Zeit befürwortete er die Ruhrbesetzung.
Von November 1928 bis Oktober 1929 war er erneut Kolonialminister (Kabinett Poincaré V und Briand XI) sowie von November 1929 bis zu seinem Tod am 7. Januar 1932 (mit kurzen Unterbrechungen) wiederum Kriegsminister. Am 14. Januar 1930 legte er dem Parlament einen bereits unter seinem Vorgänger Paul Painlevé ausgearbeiteten Plan zur Befestigung der östlichen Grenzregionen vor. Maginot starb überraschend an Typhus.

## Auszeichnungen und Ehrenamt
Maginot war seit 1919 Ritter der Ehrenlegion; er trug die Médaille militaire, das Croix de guerre und die Médaille des blessés de guerre.
Von 1918 bis zu seinem Tod war er Vorsitzender der Fédération nationale des mutilés, einer Veteranenvereinigung, die vor dem Ersten Weltkrieg 1888 gegründet wurde und seit 1953 offiziell Fédération nationale André Maginot heißt.